# 斯坦福 (伊利諾伊州)
斯坦福（英語：Stanford）是位於美國伊利諾伊州麥克萊恩縣的一個村落。

## 地理
斯坦福的座標為40°26′02″N 89°13′20″W / 40.43389°N 89.22222°W，而該地最高點為海拔高度207米（即679英尺）。

## 人口
根據2010年美國人口普查的數據，斯坦福的面積為1.71平方千米，當中陸地面積為1.71平方千米，而水域面積為0.00平方千米。當地共有人口596人，而人口密度為每平方千米348人。